# Sulfur de carboni
El sulfur de carboni o disulfur de carboni (CS₂), és un líquid volàtil, incolor i molt fàcilment imflamable. Es fa servir en química orgànica i industrialment com a solvent no polar. Té una olor característica encara més accentuada si està impur degut la hidròlisi parcial o total que allibera sulfhídric (H₂S).
Es mescla amb la majoria dels solvents orgànics i dissol el iode, sofre elemental, fòsfor blanc, etc.
Petites quantitats de sulfur de carboni s'alliberen per les erupcions dels volcans i en aiguamolls.

## Síntesi
El CS₂ s'havia fabricat combinant carboni i coke i sofre a altes temperatures.
El sulfur de carboni s'obté per reacció directa dels elements (vapor de sofre i carboni) en absència d'aire entre 800 i 1000 °C.
En la natura es forma en alguns processos de degradació anaeròbica.

## Reaccions
En presència d'aigua el sulfur de carboni s'hidrolitza lentament per donar oxosulfur de carboni (COS), diòxid de carboni i àcid sulfhídric.
Amb bases es formen els xantogenats (sals de l'àcid ditiocarbònic).
C + 2S → CS₂

## Aplicacions
La major part del sulfur de carboni es fa servir en la fabricació de fibres de cel·lulosa. En presència d'Hidròxid de sodi forma amb la cel·lulosa xantogenats solubles que es passen per injectors i després precipiten.
Els xantogenats de coure s'utilitzen com plaguicida.
En química de vegades es fa servir de dissolvent en l'esprectroscopia de infrarroig.
El sulfur de carboni és un compost de partida en la síntesi de tetratiofulvalè usat en semiconductors orgànics.
Els productes de reacció amb amines, els ditiocarbamats, tenen importància en la vulcanització.
El fòsfor blanc dissolt en sulfur de carboni es fa servir en armament com bombes incendiàries.

## Toxicologia
L'exposició perllongada a vapors de sulfur de carboni dona símptomes d'intoxicació com enrogiment de la cara, eufòria i posterior pèrdua del coneixement, coma i paràlisi de la respiració. També hi pot haver intoxicació crònica que inclou danys vasculars i danys en el fetge.